# Elettra (Rochefort)
Elettra (Électre) è una tragedia in cinque atti con cori di Guillame Dubois de Rochefort ispirata all'omonima opera di Sofocle.
Il compositore François-Joseph Gossec ne scrisse l'ouverture e le musiche di scena.
Fu rappresentata presso il Teatro della Corte di Parigi il 19 dicembre 1782.

## Personaggi
- Électre (Elettra)
- Oreste, fratello di Électre
- Cleomede
- Iphianasse (Ifigenia), sorella di Électre
- Clytemnestre (Clitennestra), madre di Électre
- Pylad (Pilade)
- Titane, nutrice e confidente di Électre